# Nacaduba pendleburyi
Nacaduba pendleburyi är en fjärilsart som beskrevs av Corbet 1938. Nacaduba pendleburyi ingår i släktet Nacaduba och familjen juvelvingar. Inga underarter finns listade i Catalogue of Life.